# No 9 (album)
Pour les articles homonymes, voir N°9.
Albums de Jenifer
Nouvelle Page
Singles
1. Sauve qui aime
Sortie : 19 août 2022
2. Est-ce que tu danses ?
Sortie : 21 octobre 2022
3. En attendant
Sortie : 9 décembre 2022
4. Je te donne (feat.  M. Pokora)
Sortie : 4 avril 2023
5. Tant que tu me tiens (Summer Remix)
Sortie : 13 juin 2023
6. Et si on sortait ce soir ?
Sortie : 4 octobre 2023

No 9 est le neuvième album studio de la chanteuse Jenifer, sorti le 4 novembre 2022.
C'est un album plus personnel qui reflète un son plus "pop soul" avec beaucoup de trompettes et de saxophones.
Pour défendre cet album, Jenifer a embarqué pour la tournée No 9 Tour.

## Liste des titres
L'album comporte un total de 18 titres. Il est décliné en trois versions nommés J, E et N. Chaque édition comprend 9 chansons identiques ainsi que 3 titres additionnels différents.
Une réédition de l'album intitulée "N°9 Edition Intégrale" est proposée à partir du 5 décembre 2023. Celle-ci est composée de 21 titres : les 18 titres de l'album initial auxquels s'ajoutent 3 titres dont la sortie a eu lieu postérieurement.
| No  | Titre                                                   | Durée |
| --- | ------------------------------------------------------- | ----- |
| 1.  | Sauve qui aime                                          | 2:41  |
| 2.  | Est-ce que tu danses ?                                  | 3:37  |
| 3.  | T'oublier                                               | 3:05  |
| 4.  | Tant que tu me tiens                                    | 3:02  |
| 5.  | En attendant                                            | 4:40  |
| 6.  | Mélancolie                                              | 3:29  |
| 7.  | La hauteur des branches                                 | 5:01  |
| 8.  | Je te vois                                              | 3:07  |
| 9.  | Et si on sortait ce soir                                | 2:38  |
| 10. | Le titre de la chanson (Titre bonus J)                  | 4:01  |
| 11. | Tais-toi (Titre bonus J)                                | 2:57  |
| 12. | A nous 2 (Titre bonus J)                                | 3:08  |
| 13. | Nuit sur l'amour (Titre bonus E)                        | 3:08  |
| 14. | Sans toi (Titre bonus E)                                | 3:03  |
| 15. | Un cœur à prendre (Titre bonus E)                       | 2:21  |
| 16. | Que l'amour s'en aille (Titre bonus N)                  | 3:22  |
| 17. | Comme dans mes rêves (Titre bonus N)                    | 3:26  |
| 18. | Jamais baisser les yeux (Titre bonus N)                 | 3:08  |
| 19. | Je te donne (feat. M. Pokora) (Edition Intégrale)       | 2:51  |
| 20. | Sauve qui aime (Remix) (Edition Intégrale)              | 2:34  |
| 21. | Tant que tu me tiens (Summer Remix) (Edition Intégrale) | 3:00  |

## Clips vidéos
- Sauve qui aime : 19 août 2022
- Est-ce que tu danses ?: 24 octobre 2022
- En attendant : 9 décembre 2022
- Je te donne (feat.  M. Pokora) : 4 avril 2023
- Et si on sortait ce soir ? : 4 octobre 2023

## Classements
| Pays     | Meilleure position | Certification | Chiffres de ventes |
| -------- | ------------------ | ------------- | ------------------ |
| France   | 4                  | -             | 30 000             |
| Belgique | 7                  | -             | -                  |